# محسس كيميائي
محسس كيميائي (بالإنجليزية: Chemosensitizer)‏ هوَ دواء يَزيد من حساسية الخلايا السَرطانية نحوَ العلاج الكيميائي.